# Pami Fibras
Pami Fibras war ein brasilianischer Hersteller von Automobilen. Sitz des Unternehmens war Curitiba.

## Unternehmensgeschichte
Das Unternehmen stellte während der 1990er Jahre Automobile her. Der Markenname lautete Pami.

## Fahrzeuge
Im Angebot stand ein VW-Buggy. Die Basis bildete ein gekürztes Fahrgestell von Volkswagen do Brasil, und zwar entweder vom VW Käfer oder vom VW Brasília. Darauf wurde eine offene türlose Karosserie aus Fiberglas montiert. Hinter den vorderen Sitzen war eine Überrollvorrichtung. Eckige Scheinwerfer waren in die Fahrzeugfront integriert.